# NGC 2807
NGC 2807 é uma galáxia espiral (S) localizada na direcção da constelação de Cancer. Possui uma declinação de +20° 02' 10" e uma ascensão recta de 9 horas, 17 minutos e 00,7 segundos.
A galáxia NGC 2807 foi descoberta em 17 de Fevereiro de 1863 por Heinrich Louis d'Arrest.